# Comté de Perry (Alabama)
Pour les articles homonymes, voir Comté de Perry et Perry.
Le comté de Perry est un comté des États-Unis, situé dans l'État de l'Alabama.

## Démographie
| 1820  | 1830   | 1840   | 1850   | 1860   | 1870   | 1880   | 1890   |
| ----- | ------ | ------ | ------ | ------ | ------ | ------ | ------ |
| 3 646 | 11 490 | 19 086 | 22 285 | 27 724 | 24 975 | 30 741 | 29 332 |

| 1900   | 1910   | 1920   | 1930   | 1940   | 1950   | 1960   | 1970   |
| ------ | ------ | ------ | ------ | ------ | ------ | ------ | ------ |
| 31 783 | 31 222 | 25 373 | 26 385 | 26 610 | 20 439 | 17 358 | 15 388 |

| 1980   | 1990   | 2000   | 2010   | - | - | - | - |
| ------ | ------ | ------ | ------ | - | - | - | - |
| 15 012 | 12 759 | 11 861 | 10 591 | - | - | - | - |